# Mattium
Mattium war ein Hauptort („caput gentis“ nach Tacitus) des westgermanischen Volksstammes der Chatten, wahrscheinlich auf dem Gebiet des heutigen Schwalm-Eder-Kreises in Nordhessen. Tacitus beschrieb in seinen Annalen die Zerstörung Mattiums durch den römischen Feldherren Germanicus im Jahr 15 n. Chr. im Zuge der Germanicus-Feldzüge. Die in der älteren Forschung verbreitete Gleichsetzung Mattiums mit der Altenburg bei Niedenstein wurde durch neue Erkenntnisse (Datierung der archäologischen Fundstücke) widerlegt.

## Überlieferung nach Tacitus
Das chattische Siedlungsgebiet grenzte im Osten an das der Hermunduren und im Norden an das der Cherusker, im Westen an das der Marser und im Süden an das Römische Reich. Erstmals erwähnte der Geograph Strabon die Bauernkrieger Chatten. Durch ihre Nachbarschaft und zahlreichen Gefechte mit den Römern im Süden, aber auch durch die Beteiligung an der Varusschlacht, gingen die Chatten in die Geschichte ein. Strabon erwähnt eine Tochter des Chattenfürsten Ucromirus sowie eine chattische Priesterin namens Libes, die bei dem Triumph des Germanicus im Jahre 17 n. Chr. als Gefangene mitgeführt wurden. Tacitus erwähnt die Chattenfürsten Arpus und Agdandestrius, der sich Tiberius gegenüber zum Giftmord an Arminius bereit erklärt habe, sowie im Zusammenhang mit der Bitte der Cherusker um Einsetzung eines Königs im Jahr 47 n. Chr. einen Actumerus, der der Generation des Arminius angehören dürfte. Hauptquelle für die Existenz eines Ortes Mattium ist dessen Erwähnung bei Tacitus.
Die Niederlage der römischen Legionen unter Publius Quinctilius Varus 9 n. Chr. und der Sieg des Arminius in der Schlacht am Teutoburger Wald bedeutete für die Chatten nicht das Ende der Bedrohung durch die Römer. Tiberius stieß 10 n. Chr. erneut zum Rhein vor und sicherte die römischen Stellungen. 13 n. Chr. wurde Tiberius durch Germanicus abgelöst. Dessen Heer wuchs auf die größte Truppenstärke an einer Reichsgrenze Roms an. Nunmehr waren acht Legionen in Germanien stationiert. Die Chatten drangen unterdessen bis in die Wetterau vor.
Germanicus entschloss sich zu einem Gegenschlag, der zugleich eine Vergeltung für die Teilnahme der Chatten an der Varusschlacht sein sollte. Mit vier Legionen und 10.000 Mann Hilfstruppen folgte er 15 n. Chr. von Koblenz der bronzezeitlichen Lahnstraße, die an der Ohmmündung die Lahn verließ und in nordöstlicher Richtung in die Weserstraße mündete. Begünstigt durch anhaltende Trockenheit konnte Germanicus überraschend in das Zentrum des chattischen Siedlungsgebietes um das heutige Fritzlar einfallen. Den Legaten Lucius Apronius ließ er zum Anlegen fester Wege und Schlagen von Brücken zurück, da er für den Rückmarsch ein Ansteigen der Lahn erwartete. Gleichzeitig beorderte Germanicus den Legaten Caecina mit dem niederrheinischen Heer in Stärke von vier Legionen und 5.000 Mann Hilfstruppen nach Haltern am See, mit dem Ziel, über den Hellweg die Cherusker und Marser daran zu hindern, die Chatten im Kampf gegen die Römer zu unterstützen.
Dieser plötzliche, unerwartete und schnelle Vorstoß überraschte die Chatten, die keine organisierte Gegenwehr außerhalb ihrer Hauptsiedlungen mehr leisten konnten. Lediglich eine Mannschaft junger Chatten versuchte den Übergang der Römer über die Adrana (Eder) zu verhindern. Sie durchschwammen den Fluss, wurden aber durch den Einsatz der römischen Wurfmaschinen und Pfeilschützen zurückgeschlagen.
Als Friedensbemühungen scheiterten, schlossen sich einige Chatten den Römern an, der größte Teil verstreute sich in die umliegenden Wälder. Es wurde nicht weiter gekämpft, und Mattium war preisgegeben. Germanicus äscherte es ein und ließ das Land verwüsten. Auf dem Rückmarsch zum Rhein wurden die Römer laut Tacitus nicht weiter angegriffen. Für Germanicus war die Zerstörung Mattiums ausreichender Anlass, seinen Vorstoß in Rom als Sieg in einer großen Schlacht anerkennen zu lassen.

## Mattiaker
Möglicherweise leitet sich der Name der Mattiaker vom Ort Mattium ab. Dies wird neben der Ähnlichkeit des Namens aus der Erwähnung des Stamms direkt nach den ebenfalls von den Chatten abgespaltenen Batavern bei Tacitus geschlossen. Die Mattiaker saßen im Gebiet um das heutige Wiesbaden (Mattiacum oder Aquae Mattiacorum), das in römischer Zeit zum Hauptort der Civitas Mattiacorum wurde.

## Heutige Verortung

Gegend, in der Mattium vermutet wird

Mattium konnte bis heute nicht exakt lokalisiert werden, es wird jedoch allgemein angenommen, dass es sich irgendwo in Nordhessen befand, vermutlich in der Gegend nördlich von Fritzlar, da Germanicus vor der Zerstörung von Mattium noch die Eder überquerte. Lange hatte man Mattium mit der Altenburg bei Niedenstein gleichgesetzt. Diese These gilt jedoch als widerlegt, da die Zerstörung der Altenburg und das Ende der Besiedelung auf die Mitte des ersten vorchristlichen Jahrhunderts datiert werden konnten.
Aus dem archäologischen Fundmaterial der Epoche ist eine genaue Identifizierung Mattiums mit einer eisenzeitlichen Siedlung oder Befestigung bislang nicht möglich. Die wenigen Hinweise stammen aus der Sprachforschung und verweisen auf die Orte Metze und Maden sowie den Bach Matzoff, von denen man annimmt, dass sie sich von Mattium herleiten. Unklar bleibt auch, ob der Begriff caput gentis bei Tacitus ein religiöses, wirtschaftliches oder politisches Zentrum oder lediglich eine große Siedlung beschreibt.
Einige Historiker nehmen daher an, dass es sich bei Mattium nicht um eine begrenzte Örtlichkeit, sondern um ein größeres Gebiet handelte, das aus diversen Einzelgehöften und Fliehburgen mit Ringwällen bestand und vermutlich die Ebene von Maden, mit der Mader Heide, und Metze umfasste. In diesem Gebiet befanden sich dann die wichtigsten religiösen, politischen, rechtlichen Stätten und Einrichtungen der Chatten.